# Eva Hrdinová
Eva Hrdinová (Plzeň, 15 de Junho de 1984) é uma tenista profissional tcheca, seu melhor ranqueamento na WTA de N. 55 em duplas.

## WTA Tour finais

### Duplas (0–5)
| Legenda                             |
| ----------------------------------- |
| Grand Slam (0–0)                    |
| WTA Tour Championships (0–0)        |
| Premier Mandatory & Premier 5 (0–0) |
| Premier (0–2)                       |
| International (0–3)                 |

| Finais por Piso |
| --------------- |
| Duro (0–2)      |
| Saibro (0–3)    |
| Grama (0–0)     |
| Carpete (0–0)   |

| Resultado | N. | Data              | Torneio                                  | Piso     | Parceira             | Oponentes                            | Placar           |
| --------- | -- | ----------------- | ---------------------------------------- | -------- | -------------------- | ------------------------------------ | ---------------- |
| Vice      | 1. | 10 Fevereiro 2008 | Open Gaz de France, Paris, França        | Duro (i) | Vladimíra Uhlířová   | Alona Bondarenko Kateryna Bondarenko | 1–6, 4–6         |
| Vice      | 2. | 27 Julho 2008     | East West Bank Classic, Los Angeles, EUA | Duro     | Vladimíra Uhlířová   | Chan Yung-jan Chuang Chia-jung       | 6–2, 5–7, [4–10] |
| Vice      | 3. | 22 Julho 2012     | Swedish Open, Båstad, Suécia             | Saibro   | Mervana Jugić-Salkić | Catalina Castaño Mariana Duque       | 6–4, 5–7, [5–10] |
| Vice      | 4. | 3 Maio 2014       | Portugal Open, Oeiras, Portugal          | Saibro   | Valeria Solovyeva    | Cara Black Sania Mirza               | 4–6, 3–6         |
| Vice      | 5. | 1 Maio 2015       | Sparta Prague Open, Praga, Rep Tcheca    | Saibro   | Kateryna Bondarenko  | Belinda Bencic Kateřina Siniaková    | 2–6, 2–6         |